# Jonas Alströmer
Jonas Alströmer (Alingsås, 7 gennaio 1685 – Stoccolma, 2 giugno 1761) è stato un imprenditore svedese.

## Biografia
Nato nella provincia del Västergötland, figlio di Tore Carlsson, iniziò la sua attività come dipendente di una compagnia marittima a Londra. Commerciò diversi generi alimentari e altre merci (fra le altre cose fondò una fabbrica di lana e a Göteborg una raffineria di zucchero), fondò l'Accademia Reale Svedese delle Scienze nel 1739. 
In due matrimoni ebbe 4 figli:
- Patrik Alströmer,
- August Alströmer (padre di Anna Margaretha Alströmer)
- Claes Alströmer, scienziato
- Johan Alströmer.